# Köminsaari (ö i Keuruu)
Köminsaari är en ö i Finland. Den ligger i sjön Köminjärvi och i kommunen Keuru i den ekonomiska regionen  Keuru ekonomiska region  och landskapet Mellersta Finland, i den södra delen av landet, 250 km norr om huvudstaden Helsingfors. Öns area är 0,9 hektar och dess största längd är 200 meter i sydöst-nordvästlig riktning.